# Alain Tanner
Alain Tanner (Genf, 1929. december 6. – Genf, 2022. szeptember 11.) César-díjas svájci filmrendező, forgatókönyvíró.

## Életpályája
A patinás genfi Collège Calvinban tanult, majd a Genfi Egyetemen szerzett közgazdász végzettséget. Itt Claude Gorettával 1951-ben megalapította az egyetemi filmklubot. Végzését követően két évig a kereskedelmi hajózásban dolgozott, majd 1955 és 1958 között Londonban élt, ahol érdeklődni kezdett a filmkészítés iránt, és a Brit Filmintézetben helyezkedett el.
1957-ben készült el első filmje, a Szép idők (Nice Time, francia címe: Picadilly la nuit) Claude Gorettával. A film elnyerte a legjobb kísérleti film díját az 1957-es nizzai fesztiválon.
Hazatérve a Svájci Televízióban vállalt rendezői állást, ahol több rövidfilmet és dokumentumfilmet készített (mint például az Árvíz Firenzében 1966-ban). 1962-ben megalapította a Svájci Filmesek Szövetségét.
1968-ban Michel Soutter, Claude Goretta, Jean-Louis Roy, Jean-Jacques Lagrange és Alain Tanner megalakította a fiatal svájci filmművészet fejlesztésére az Ötök Csoportját (Groupe 5).
Az 1960-as évek végétől olyan filmekkel vált ismertté, mint a Charles élve vagy halva (1969), A szalamandra (Bulle Ogier, 1971), Jónás, aki 2000-ben lesz 25 éves (1976), Fényévek távolában (Cannes-i Nagydíj, 1981) vagy A fehér városban (César-díj, a legjobb francia nyelvű film díja, 1983).
Ezek közül három filmet John Berger angol íróval készített el (A szalamandra, A világ közepe, Jónás, aki 2000-ben lesz 25 éves).
A Lausanne-i Egyetem 2008-ban díszdoktori címet adományozott neki, majd ugyanebben az évben a Rencontres Cinéma Gindou díszvendége volt.
A zsűri tagja volt az 1972-es cannes-i, valamint az 1983-as velencei filmfesztiválon.

## Filmjei

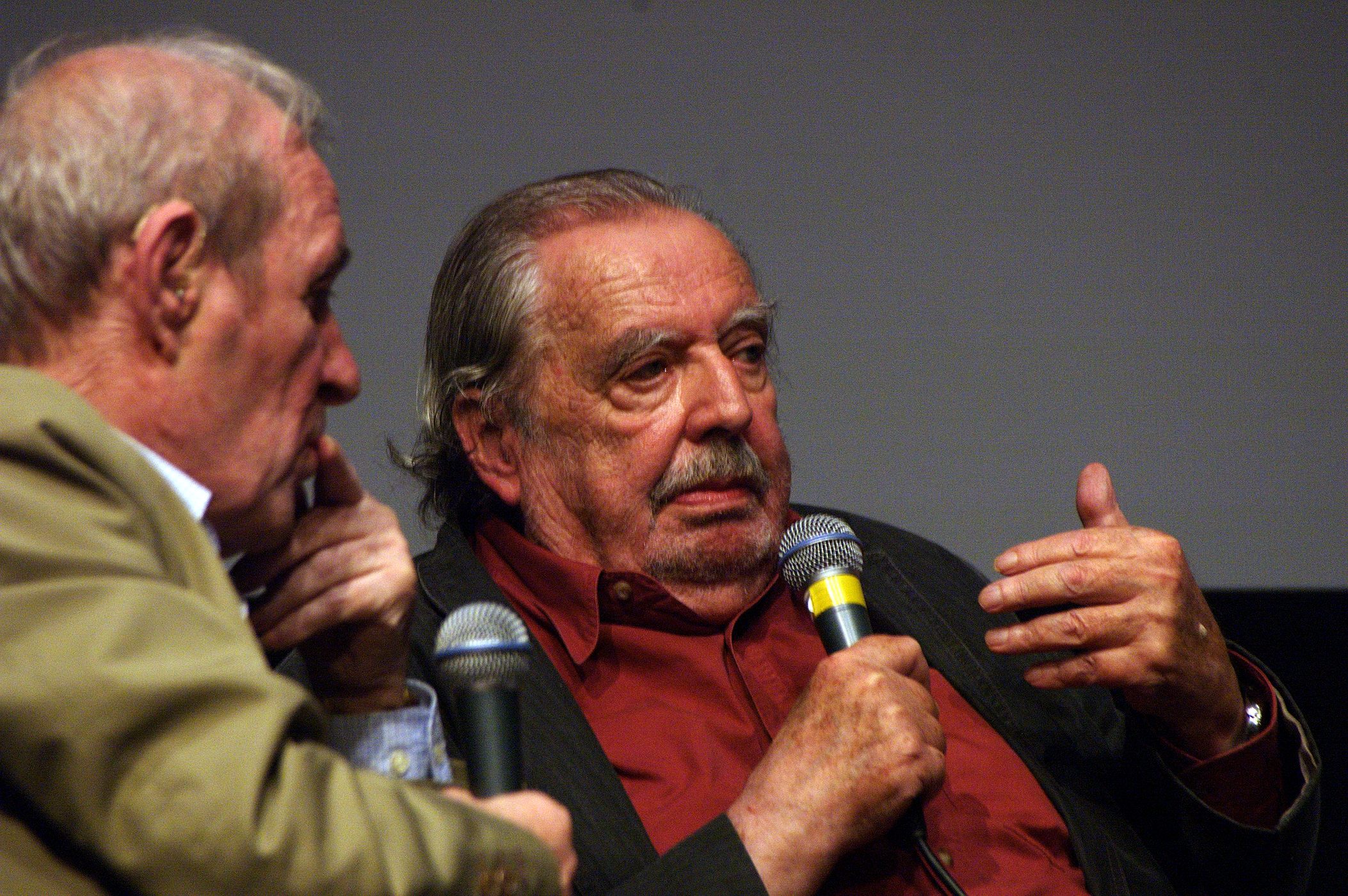
André S. Labarthe és Alain Tanner az „68 májusa filmen” című kerekasztal-beszélgetésen

- 1957 – Szép idők (Picadilly la nuit, Nice Time, dokumentum-rövidfilm, Claude Gorettával)
- 1961 – Ramuz, passage d'un poète (rövidfilm)
- 1962 – L'école
- 1964 – Les apprentis
- 1966 – Une ville à Chandigarth
- 1968 – Docteur B, médecin de campagne
- 1969 – Charles élve vagy halva (Charles mort ou vif) – Arany Leopárd díj, Locarno
- 1971 – A szalamandra (La Salamandre)
- 1973 – Visszatérés Afrikából (Le Retour d'Afrique)
- 1974 – A világ közepe (Le Milieu du monde)
- 1976 – Jónás, aki 2000-ben lesz 25 éves (Jonas qui aura 25 ans en l'an 2000)
- 1978 – Messidor (Messidor)
- 1981 – Fényévekre innen (televízióban: Fényévek távolában, Les Années lumière) – a Cannes-i Fesztivál Nagydíja
- 1983 – A fehér városban (Dans la ville blanche) – César-díj, legjobb francia nyelvű film díja
- 1985 – Senkiföldje (No Man's Land)
- 1987 – Egy láng a szívemben (Une flamme dans mon cœur)
- 1987 – A fantomvölgy (La vallée fantôme)
- 1989 – A rose hill-i lány (La femme de Rose Hill)
- 1991 – Az ember, aki elveszítette az árnyékát (L'Homme qui a perdu son ombre)
- 1993 – Lady M. naplója (Le Journal de Lady M.)
- 1995 – A kikötő emberei (Les hommes du port, dokumentumfilm)
- 1995 – Fourbi
- 1998 – Requiem
- 1999 – Jónás és Lilla (Jonas et Lila, à demain)
- 2002 – Fleur de sang
- 2004 – Paul s'en va

## Díjak, elismerések
- Nizzai fesztivál, a legjobb kísérleti film díja, 1957
- Arany Leopárd díj, Locarno, 1969
- Cannes-i Nagydíj, 1981
- César-díj a legjobb frankofón filmnek, 1984
- Lausanne-i Egyetem díszdoktora, 2008

## Fordítás
- Ez a szócikk részben vagy egészben  az   Alain Tanner című francia Wikipédia-szócikk ezen változatának fordításán alapul.  Az eredeti cikk szerkesztőit annak laptörténete sorolja fel. Ez a jelzés csupán a megfogalmazás eredetét és a szerzői jogokat jelzi, nem szolgál a cikkben szereplő információk forrásmegjelöléseként.